# Переславская ряпушка

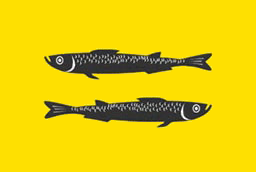
Ряпушка на флаге Переславля-Залесского

Пересла́вская ря́пушка (лат. Coregonus albula pereslavicus) — форма европейской ряпушки, вида пресноводных рыб из рода сигов. Эндемик Ярославской области. В самостоятельный подвид не выделяется.

## Ареал
Единственным местом обитания переславской ряпушки является Плещеево озеро, лежащее в южной части Ярославской области. Является холодолюбивой рыбой, для комфортного существования температура воды не должна превышать 16—17 °С, а сама вода должна быть богата кислородом. Более ранние наблюдения показывали обитание ряпушки по всему озеру, однако сейчас рыба держится в слое воды с необходимыми температурными и кислородными условиями. В июле этот слой уменьшается до толщины в 2 м (2—3 % объема воды озера). Такие изменения связаны с процессами антропогенного эвтрофирования озера и уменьшением количества кислорода, при достаточном наличии которого данный вид наблюдается по всему озеру не глубже 10-25 метров, опускаясь ниже днём и поднимаясь с заходом солнца.

## Описание
Взрослая ряпушка достигает 34 сантиметров в длину и веса 300 грамм. Отличительными от европейской ряпушки чертами являются меньшее количество лучей в спинном плавнике и изогнутая боковая линия в передней части рыбы.

## Образ жизни
Рацион переславской ряпушки состоит из 14 видов беспозвоночных, составляющих зоопланктон: преимущественно различные ветвистоусые и веслоногие рачки — лептодора, босмины, дафнии, диаптомусы. 
Максимальный срок жизни достигает 7 лет, что на 2 года меньше, чем по более ранним наблюдениям. Кроме максимального возраста, снизилась и скорость роста ряпушки. 
Половозрелый возраст — с 2—3 лет. Метание икры начинается уже подо льдом в конце осени — начале зимы и продолжается от недели до 10 дней.

## Численность и охранный статус
Первые упоминания о вылове ряпушки из Плещеева озера относятся к XV веку и встречаются в летописях, отражающих поставки продуктов к царскому двору. В XVII веке количество выловленной ряпушки колебалось от 33 до 77 тысяч экземпляров. Наибольший показатель был в 1868 году, когда количество выловленной ряпушки достигло 200 тысяч. После этого улов стал снижаться, а в 1961 году на вылов данного вида был введён пятитысячный лимит.
У снижения численности переславской ряпушки несколько причин: вызванное антропогенными факторами эвтрофирование, изменение водного баланса и проточности Плещеева озера, обусловленные обезлесением, осушкой болот и водоотведением, также уменьшилось необходимое для ряпушки содержание кислорода, а на глубинах озера появился сероводород — всё это вызвало существенное сокращение ареала ряпушки. Основными мерами по предупреждению снижения численности являются предотвращение загрязнения среды её обитания и дальнейшего эвтрофирования озера.
Переславская ряпушка внесена в Красную книгу России и Ярославской области, а единственное место её обитания — Плещеево озеро — с 1975 года является охраняемым памятником природы. На территории озера с 1974 года запрещено использование моторных лодок, стоки предприятий отведены за пределы охраняемой зоны. 

По данным Красной книги Ярославской области, вышедшей в 2004 году, численность переславской ряпушки составляет от нескольких тысяч до нескольких десятков тысяч экземпляров
.

## Отлов
Переславская Рыбная слобода исстари была во владении Великих Князей Московских. 
Ряпушка из Плещеева озера входила в коронационный обед и в постное меню царского стола.
В актах в первый раз упоминается о ней в начале XVI века. В 1506 году, апреля 7-го, Великий
Князь Василий III в уставной грамоте переславским рыболовам пишет: 

Кто имет рыбу ловити на моём озере на Переславском и на Вёксе неводом, или сетью, или бредником, или иною рыбною ловлею, мой ли кто Великого Князя, или митрополичь, или боярской, или манастырской, и те все потянут в мою поварню Великого Князя с моими рыболови во всякие проторы. А дают мне Великому Князю оброк, на мой дворец, с году на год, по книгам, по новому писму по княжу Васильеву Ивановича Голенина; а на полёдной ловле ловят на дву наместников, по ночи на наместника, а на волостеля ловят ночь на полёдной же ловле.— 
Впоследствии подобными грамотами отлов ряпушки был регламентирован и другими князьями и царями. 
В 1562 году рыбных ловцов было 98 человек. Отлов был строго регламентирован: 

А оброку давать рыболовем и тем, которые были Добрянского села, Царю и Великому Князю, за щуки за закорные и за селди, четыре рубли и двадцать алтын с денгою; да им же давати на Дворець невод сто сажен да две матицы. Да рыболовем же ловити на Царя и Великого Князя селди безурочно; да на Царя ж и Великого Князя им ловити на полёдной ловле две ночи, а на Царицу и Великую Княгиню ночь, да на полёдчика ночь, да на столника ночь, да на двунаместников по ночи. Да рыболове ж ловят озеро Переславское, да в реке в Вёксе по Татин куст, запорным неводом, и сетми, и бредники, и котцы, с весны, как вода пойдёт. Да рыболовем же дано круг озера Переславского от воды берегу суши по десяти сажен, для пристанища, где им неводы с сети вешати.
— 
В 1668 году рыбакам было велено привозить в Москву сельдей (ряпушки) паровых по 500 в неделю, а «полёдных» по 5000 в год, или сколько понадобится. Отлов мелкой ряпушки, как и лов неводами с мелкой ячеёй был запрещён. Рыбаки не в точности исполнили этот царский указ и продолжали ловить мелких сельдей, не заботясь о приплоде и размножении рыбы. Уловы значительно снизились.  Чтобы восстановить численность ряпушки, Царь Алексей Михайлович в 1674 году указал послать в Переславль-Залесский Государеву грамоту к воеводе Ивану Батюшкову: «С того числа, как ему та грамота отдана будет, по то ж число два года, на наш обиход, и на себя, и на продажу, селдей ловить не велено, для того, что селди измелели, и о том велено ему учинить заказ». Два года ряпушку не ловили, численность ее восстановилась. В 1676 году, для рыбной ловли сделаны пять неводов с крупной ячеёй и царскими печатями, которыми было невозможно ловить мелкую рыбу. Рыбаки, получив эти неводы, били челом Царю Фёдору Алексеевичу: 

У тех де неводов печатям быть не лзя, потому что у них ловля ночная, в зимней ловле в прорубях, а в летнее время тянут из озера неводы в лодки, и те печати от лодочных краёв оборвутся; и нам бы Великому Государю пожаловать их, велеть невод сделать против образца и запечатать один, а которыми неводами ловить селди, на наш Великого Государя обиход и себе на пропитанье, и тем неводам быть у них против прежняго без печатей.— 
Царь Фёдор III Алексеевич, в грамоте 1676 года, в ответ челобитную рыбаков писал к Переславскому воеводе Василию Алексеевичу Кроткову: 

По нашему Великого Государя указу, образцовой один невод запечатан в трёх местех нашею дворцовою печатью на свинце и отдан той слободы ловцом, Марчку Пантелееву с товарыщи, с роспискою, а таков невод за такими ж печатми оставлен в Приказе Болшого Дворца, и велено им с того образцового невода, для селедней ловли, сделать десять неводов. — И как к тебе ся наша Великого Государя грамота придёт, и ты б Переславской рыбной слободы старосте и всем ловцом, для селедней ловли, велел сделать десять неводов, против того образцового невода, каков им дан из Приказу Болшого Дворца за нашею дворцовою печатью, а чаще б того образцового невода не было, чтоб мелких селдей в улове отнюдь не было, и того над ними смотрел накрепко; а будет твоим недосмотром, рыбные ловцы учнут селди ловить частыми неводами, а нам Великому Государю учинится про то ведомо, или в присылки на наш обиход и на торгу объявятся мелкие селди, и тем за то от нас Великого Государя быть в опале, а старосте и рыбным ловцом в смертной казни.
— 
Таким образом просьба рыбаков была отчасти удовлетворена, но введена смертная казнь за нарушения правил отлова ряпушки. Эта мера имела полный успех. В 1692 году, через 16 лет после того, как запрещено было вылавливать мелкую ряпушку, лов снова увеличился. Сверх годового оклада в 45 тысяч ряпушек, рыбаки смогли отослать в Приказ Большого Дворца по 1699 год 367670 сельдей вперёд, и сверх того в тот же период времени поставить на государский обиход свежей рыбы на 359 рублей (1,5 рубля за тысячу).
Рыбная ловля в середине XIX века — главное наследственное занятие рыбнослободских крестьян.  Жители этой слободы круглый год на озере; даже дети их до того приучаются к воде, что мальчик семи лет решается один пускаться в озеро на лодке и заезжает вдаль на километр и даже более. С начала весны ловили неводами, или волоками, плотву, ершей, корюху, щуку, лещей и подлещиков. Невода употреблялись вязаные из вершковой пряжи, длиной до ста сажен (213 м), а шириной в пять (11 м). К нижнему концу прикреплялись глиняные плитчатые грузила. Лов ряпушки производился таким образом: с 23 июня, со дня Владимирской Божией Матери, когда сельдь начинает метать икру, рыбаки в первый раз пускаются на лодках, по три человека, на средину озера и, бросив на верёвке тяжёлый камень вместо якоря, останавливаются и на крестах с флагами ставят выпарки. Выпарком называется четырехугольное полотно,
вязаное в виде сетки из самой тонкой пряжи; ставят выпарки так: верхний конец прикрепляется к мочальной верёвке, толщиною в палец, а к нижнему концу привязывают до двадцати глиняных плиток, и в верхней стороне выпарка навиваются на верёвку. Поставив выпарки в пять часов вечера, рыбаки проводят всю ночь, до рассвета, в лодках в ожидании лова. На рассвете, развязав и отделив каждый свой выпарок, они собирают их на лодки и плывут с уловом к реке, а по ней подплывают к берегу каждый против своего дома и выбирают на берегу же пойманную рыбу из выпарков. Затем выпарки разбирают, развешивают на шесты и сушат. После этого члены семей рыбаков чистят и расправляют выпарки, складывают на
стягло до вечера. Вечером отлов рыбы повторяется. Отлов производится каждую ночь, до заморозков, исключение составляют праздничные дни.
Зимой ездили на озеро на наёмных лошадях. На озере устраивали проруби около 3 метров длины, куда запускали невод, и такие же, где его вытягивали. Между ними делалась ещё прорубь, где прогоняют атаман, который выгоняет снасти в изволоку или прорубь, и им же притягивают снасти к дому. Неводы оставляли на озере в груде, где они замерзали. Замёрзшие неводы опускали на глубину около 21 метра, где они за два часа оттаивали.
Вязанием всех рыболовных снастей занимались жёны и дети. В основном этим занимались в зимнее время. Нитки и пряжу покупали на базарах в городе Переславле по вторникам, четвергам и субботам, во время же полевых работ — по праздникам. Глиняные плитки также привозились прямо в слободу во всякое время из имения г. Родышевского, где их делали. Берёста для поплавков, верёвки приобреталась на базаре или заготовлялась самостоятельно. Для мелких снастей использовались мочальные верёвки, а для тяги лямки — вершковые, из конопли. В доме зажиточного крестьянина можно было найти до семисот разных сетей и выпарков. Сети бывают к клячу (к палке) 2 сажени, матица 20 сажен (43 м), крыло 5 сажен (11 м) к концу пришивался частый сак.
Лодки и дубовые вёсла покупали привозные из деревни Купани. Лодки делали из липы, а позже из осины, обустраивали и смолили лодки самостоятельно.

## Копчение
Главное домашнее занятие рыбаков XIX века состояло в копчении ряпушки. Выпотрошенные и просоленные лёгкой солью рыбины связывались мочалами за хвосты попарно и развешивались в банях на шесты. Топка бани осуществлялась берёзовыми дровами, как только они прогорали, подкладывали ольховые, спуская дым в отдушины и трубы. После чего в бане закрывалась все отверстия и рыба коптилась около двух часов. После чего ряпушка складывалась в ящики головами в одну сторону и отправлялась на продажу.

## Прочие факты
- Копчёная ряпушка изображена на официальных гербе и флаге расположенного на Плещеевом озере города Переславля-Залесского.[9]